# 香港亚洲电影节
香港亞洲電影節（英語：Hong Kong Asian Film Festival，HKAFF）由香港亚洲电影节协会主办，是香港现时最大规模的亚洲电影展映平台，创办于2004年，一般于每年10月中下旬到11月中下旬举行。电影节另设竞赛环节“独立精神大奖”（仅2004年颁发）及“亚洲新导演奖（New Talent Award）”。与香港其他电影节相比，香港亞洲電影節以鼓励新晋导演和文化交流为目标，在选眏作品上较为支持新晋导演的创作，致力于以电影节平台向观众介绍香港本地及亚洲新导演、新演员。

## 歷史
香港亚洲电影节创办于2004年，是一个以展映亚洲电影为主的电影节。电影节最初由影意志及百老匯電影中心共同主办，後來出現理念分歧，2008年百老匯電影中心註冊了香港亞洲電影節的商標，影意志則另起炉灶举办“香港亞洲獨立電影節（后改名为香港独立电影节）”。現時香港亞洲電影節改由香港亚洲电影节协会主办、百老匯電影中心承办。

## 主要展映节目
- 亚洲睇inD（2005年后改为亚洲国度）
- 纪录新人类（2005年后改为纪录片力量，2009年后改为纪录片新世代）
- 短片精选（2005年后改为亚洲短打）
- 影迷别注（2005年设立）
- 特别呈献（2005年设立）
- 焦点导演（2006年设立）
- 中国电影新世代（2007年设立）
- 午夜狂热（2007年设立，又名“午夜狂熱馬拉松”）
- 优先放送（2007年设立）
- 亚洲经典（2007年设立）
- 亞洲電影大獎「巡迴放映」（與亞洲電影大獎學院合辦，2017年設立）
- 亞洲新導演獎
- 台灣搜畫

## 历届资料
| 年份 | 举办日期          | 主题                        | 大使                            | 开幕电影                                                   | 闭幕电影                                      | 隆重呈献                                                                        | 焦点导演／影人    |
| ---- | ----------------- | --------------------------- | ------------------------------- | ---------------------------------------------------------- | --------------------------------------------- | ------------------------------------------------------------------------------- | ----------------- |
| 2004 | 7月29日-8月8日    | 亚洲电影发火                |                                 | 黃修平《當碧咸遇上奧雲》（世界首映）                       | 岩井俊二《花与爱丽丝》                        |                                                                                 |                   |
| 2005 | 9月29日-10月11日  |                             |                                 | 侯孝賢《最好的時光》 鄧漢強《b420》                        | 朴贊郁《親切的金子》 大谷健太郎《NANA》       | 岩井俊二《情书》 朴贊郁《復仇》《原罪犯》                                       |                   |
| 2006 | 9月23日-10月8日   |                             |                                 | 李公樂《師奶唔易做》                                       | 杜琪峯《放·逐》 是枝裕和《花之武者》          | 今敏《盜夢偵探》                                                                | 是枝裕和          |
| 2007 | 9月23日-10月10日  |                             |                                 | 李安《色，戒》（亚洲首映） 譚國明《七月好風》 （世界首映） | 李滄東《密阳》 贾樟柯《无用》（亚洲首映）     | 文森特·帕兰德、玛嘉·莎塔琵《我在伊朗長大》                                      | 李滄東            |
| 2008 | 10月10日-26日     |                             |                                 | 程孝澤《渺渺》 邱禮濤《我不賣身，我賣子宮》                | 岸西《親密》 张元《达达》                     | 山崎貴《三丁目之黃昏》《三丁目之黃昏2》                                         | 努里·比格·錫蘭    |
| 2009 | 10月15日-30日     |                             |                                 | 田壮壮《狼灾记》 朴贊郁《饑渴誘罪》                        | 何宇恒《心魔》 彭發《關人7事》                | 細田守《夏日大作戰》                                                            | 園子溫            |
| 2010 | 10月22日-11月8日  |                             | 官恩娜                          | 曾國祥、尹志文《戀人絮語》 黃精甫《復仇者之死》            | 张艺谋《山楂树之恋》 麥婉欣、鄭思傑《東風破》 | 關錦鵬《用心跳》 李公樂《跟我的前妻談戀愛》                                     | 今敏              |
| 2011 | 10月18日-11月8日  |                             | 麥浚龍                          | 杜琪峯《夺命金》                                           | 黃精甫《保衛戰隊之出動喇！朋友！》            | 林書宇《星空》                                                                  | 王小帅、娄烨      |
| 2012 | 11月2日-18日      |                             |                                 | 梁樂民、陸劍青《寒戰》 侯季然《南方小羊牧場》              | 金基德《圣殇》                                | 陈凯歌《搜索》 許秦豪《危险关系》                                               | 應亮              |
| 2013 | 10月25日-11月19日 |                             |                                 | 陳木勝《掃毒》                                             | 奉俊昊《末世列車》                            | 蔡明亮《郊游》                                                                  | 潘禮德            |
| 2014 | 10月24日-11月14日 |                             |                                 | 杜琪峯《单身男女2》                                        | 周顯揚《黃飛鴻之英雄有夢》                    | 陳可辛《親愛的》                                                                | 万玛才旦          |
| 2015 | 10月28日-11月22日 |                             |                                 | 黃修平《哪一天我們會飛》 贾樟柯《山河故人》                | 張家輝《陀地驅魔人》                          | 林書宇《百日告别》                                                              | 邱金海            |
| 2016 | 10月13日-31日     |                             |                                 | 黄进《一念無明》 曾國祥《七月与安生》                      | 彭秀慧《29+1》 冯小刚《我不是潘金莲》         | 黄肇邦《伴生》                                                                  | 西川美和          |
| 2017 | 10月31日-11月20日 |                             |                                 | 譚惠貞《以青春的名義》 張經緯《藍天白雲》                  | 張艾嘉《相爱相亲》 杜可風、白海《白色女孩》   | 杜汶澤《空手道》 李子俊《狂獸》                                                 | 铃木清顺          |
| 2018 | 11月6日-25日      |                             |                                 | 李駿碩《翠絲》 陳小娟《淪落人》                            | 陈果《三夫》 岩井俊二《你好，之華》           | 黃浩然《逆向誘拐》 黃國輝《一級指控》 畢贛《地球最後的夜晚》 何蔚庭《幸福城市》 | 樹木希林          |
| 2019 | 10月29日-11月17日 | 一六坚持                    | 陳家樂                          | 梁國斌《獅子山上》 梁栢堅《再見UFO》                       | 黃綺琳《金都》 陸以心《BABY復仇記》           | 李卓斌《堕落花》 林書宇《夕霧花園》 趙羅尼《失蹤》                              | 穆罕默德·拉素羅夫 |
| 2020 | 11月3日-22日      | 光影載癒 一齊集戲           | 劉俊謙                          | 陳健朗《手捲煙》                                           | 趙善恆《一秒拳王》                            |                                                                                 |                   |
| 2021 | 10月27日-11月14日 | 解禁多元 破隔十八           | 試當真 （游學修、許賢、蘇致豪） | 林愛華《12日》 陳雅莉《馬達·蓮娜》                         | 黃浩然《緣路山旮旯》                          | 沈錫然《洗碗天團》 吳詠珊、楊潮凱《喜歡妳是妳》                                 | 任順禮            |
| 2022 | 10月25日-11月13日 |                             |                                 | 曾慶宏《過時·過節》 林森《窄路微塵》                       | 曾憲寧《燈火闌珊》 賈勝楓《流水落花》         |                                                                                 | 黃信堯            |
| 2023 | 10月13日-11月22日 | 光影創異 拾回樂軼           | 鍾雪瑩、吳冰                    | 卓亦謙《年少日記》 簡君晉《白日之下》 金知雲《韓戲逼人》   | 祝紫嫣《但願人長久》 黃綺琳《填詞L》          | 王禮霖《富都青年》 羅耀輝《望月》                                               | 役所廣司          |
| 2024 | 10月17日-11月10日 | 集結每個身影 成就廿一道光影 | 梁雍婷                          | 陳茂賢《破·地獄》 葉鈺瀛《寄了一整個春天》                 | 黃熙《女兒的女兒》 翁子光《爸爸》             | 黃修平《看我今天怎麼說》                                                        | 吳美保            |

## 历届竞赛奖项

### 独立精神大奖（2004年）
| 年份 | 候选电影                         | 得奖                             |
| ---- | -------------------------------- | -------------------------------- |
| 2004 | 黃修平《當碧咸遇上奧雲》（香港） | 黃修平《當碧咸遇上奧雲》（香港） |
| 2004 | 謝東《冬至》（中国大陆）         | 黃修平《當碧咸遇上奧雲》（香港） |
| 2004 | 金焕松《匿名情書》（韩国）       | 黃修平《當碧咸遇上奧雲》（香港） |
| 2004 | 陳映蓉《十七歲的天空》（台湾）   | 黃修平《當碧咸遇上奧雲》（香港） |
| 2004 | 基雅、鄺達《性書小妹》（泰国）   | 黃修平《當碧咸遇上奧雲》（香港） |

### 亚洲新导演奖（2005年至今）
| 年份 | 评审 | 候选 | 得奖                                                                                            |
| ---- | --- | --- | ----------------------------------------------------------------------------------------------- |
| 2005 | | - 王明台《戀人》（台灣） - 曼妮亞·雅巴莉《千夫所指》（伊朗） - 吳明勳《首爾星期天》（南韓） - 王寶民《葵花朵朵》（中國） - 陳榮照《17歲的夏天》（香港） - 王禮人《小人物狂想曲》（新加坡） | 王明台《戀人》（台湾）                                                                          |
| 2006 | - 贾樟柯（中國導演） - 蔡甘銓（香港媒體及電影工作者） - 陳慧（香港著名作家）                                           | - 何宇恒《太陽雨》（马来西亚） - 廖劍清《粵．歸．緣》（香港） - 姚宏易《愛麗絲的鏡子》（台湾） - 木下雄介《水之花》（日本） - 尹鐘彬《怎捨得我難過》（韩国） | 何宇恒《太陽雨》（马来西亚）                                                                    |
| 2007 | - 譚家明（香港导演） - 聞天祥（台湾著名影评人及作家） - Lola                                                           | - 譚國明《七月好風》（香港） - 林靖傑《最遥远的距离》（台湾） - 郭小橹《今天的魚怎麼樣？》（中国大陆） - 市井昌秀《狗屁的歲月》（日本） - 盧東奭《夢的另一端》（韩国） - 妮琦·卡蓮美《分手莫須有》（伊朗） - 邱涌耀 《鸟屋》（马来西亚）                                                                                           | 市井昌秀《狗屁的歲月》（日本）                                                                  |
| 2008 | | - 鍾孟宏《停车》（台湾） - 周耀武《黄瓜》（中国大陆） - 岨手由貴子《少女咪咪的煩惱》（日本） - 金秉祐《戲中戲中戲》（韩国） - 曼妮亞·雅巴莉《活着就是明天》（伊朗） | 鍾孟宏《停车》（台湾）                                                                          |
| 2009 | - 朴鎮享（韓國富川國際電影節節目策劃） - Max Tessier（NETPAC France主席） - 趙嘉薇（香港藝術中心節目經理）             | - 廖劍清《蛋撻》（香港） - 內藤隆嗣《不燈港》（日本） - 何子彥《愛在這裡 錯在那裡》（新加坡） - 李照興《潮爆北京》（香港、中国大陆） - 赵晔《扎賚諾爾》（中国大陆） - Shalizeh Arefpoor《讓我戀愛吧》（伊朗） - Laxmikant Shetgaonkar《寂寞難耐》（印度） - 梁益準《窒息暴戾》（韩国）                                             | Shalizeh Arefpoor《讓我戀愛吧》（伊朗）                                                         |
| 2010 | - 張獻民（北京電影學院教授） - 羅啟銳（香港導演及編劇） - 鄭碧雪（著名制片人）                                         | - 黃國兆《酒徒》（香港） - 巫俊鋒《沙城》（新加坡） - Vikramaditya Motwane《青春不悔》（印度） - 潘登颐《小畢，別怕！》（越南） - 川口浩史《軌道》（日本、台湾） - 张猛《钢的琴》（中国大陆） - 舒浩侖《黑白照片》（中国大陆） | 潘登颐《小毕，别怕！》（越南） 特別表揚獎： 巫俊鋒《沙城》（新加坡） 张猛《钢的琴》（中国大陆） |
| 2011 | - 王小帅（中國導演） - 塗翔文（台北電影節策展人） - Aruna Vasudev （亞洲電影國際交流協會創辦人及總監）                 | - 曾翠珊《大藍湖》（香港） - 韓《Hello！树先生》（中国大陆） - 陳大璞《皮克青春》（台湾） - 徐浩峰《倭寇的踪迹》（中国大陆） - 格温達·辛格《盲馬的救濟品》（印度） | 韓《Hello！树先生》（中国大陆）                                                                 |
| 2012 | - Paolo Bertolin（威尼斯國際電影節選片人） - 應亮（導演） - 傅慧儀（香港電影資料館節目策劃）                           | - 阿西姆·阿魯瓦利亞《可愛小小姐》（印度） - 梁英姬《家族的國度》（日本） - 楊貽茜《寶米恰恰》（台湾） - 梁碧芝《不能愛》（香港） - 黃驥《雞蛋和石頭》（中国大陆） - 若瑟·艾基·魯安《奇異旅程與其他戀愛候群症》（印尼） - 納瓦波·坦榮瓜塔納利《愛情悄悄來了》（泰國）                                                               | 納瓦波·坦榮瓜塔納利《愛情悄悄來了》（泰國）                                                     |
| 2013 | - Anu Rangachar（影展策劃） - Aurélien Dirler（影展策劃） - 陳志華（影評人）                                           | - 劉韻文《過界》（香港） - 麥浚龍《殭屍》（香港） - 黃肇邦《子非魚》（香港） - 賴舒·彼查《美味情書》（印度） - Hannah Espia《親情轉贈》（菲律宾） - 金井純一《還愛嗎》（日本） - 陳哲藝《爸媽不在家》（新加坡） - 姜利官《少年第一繭》 （韩国） - Nontawat Numbenchapol《樹河有淚》（泰国） - Alphan Eseli《回家路漫漫》（土耳其） | 陳哲藝《爸媽不在家》（新加坡） Alphan Eseli《回家路漫漫》（土耳其）                             |
| 2014 | | - Kaan Mujdeci《敗犬兒》（土耳其） - Chaitanya Tamhane《被捕無限次》（印度） - Lucky Kuswandi《星星月亮沒太陽》（印尼） - 姜秀瓊《海邊咖啡屋》（日本） - 王明《冥婚啟示》（新加坡） - Lee Su-jin《被轉校生》（南韓） | Chaitanya Tamhane《被捕無限次》（印度）                                                         |
| 2015 | - 黃修平（導演） - Sabrina Baracetti（烏甸尼電影節主席） - 楊城（電影監製）                                            | - 杉野希妃《欲動》（日本） - Edmund Yeo《榴槤忘返》（馬來西亞） - 安國鎮《愛麗絲漫遊絕境》（南韓） - 廖哲毅、陳心龍《時下暴力》（台灣） - Eddie Cahyono《活著多好》（印尼） - Deniz Gamze Ergüven《鎖不住的青春》（土耳其） - 宋鵬飛《地下香》（中國）                                                                             | 安國鎮《愛麗絲漫遊絕境》（南韓）                                                                |
| 2016 | - 丁雲山（資深電影學者兼電影監製） - John Badalu（影展策劃） - 駱晉（中国影评人）                                      | - 陳潔瑤《只要我長大》（台灣） - K. Rajagopal《渺如黃雀》（新加坡） - 朴洪敏《獨》（南韓） - Anocha Suwichakornpong《入黑之時》（泰國） - 真利子哲也《失序男孩》（日本） - 黃進《一念無明》（香港） - 馬楠《老石》（中國） | Anocha Suwichakornpong《入黑之時》（泰國）                                                      |
| 2017 | - 游惠貞（台湾影展策划及影评人） - Kim Seong Uk（韩国电影学者、艺术电影院总监） - 桃桃林林（中国影评人）               | - 黃信堯《大佛普拉斯》（台灣） - 陳勝吉《分貝人生》（馬來西亞） - Anucha Boonyawatana《沒緣茉莉》（泰國） - 二宮健《我是小小強》（日本） - 周全《西小河的夏天》（中國） - 黃熙《強尼·凱克》（台灣） - 張經緯《藍天白雲》（香港） - 譚惠貞《以青春的名義》（香港）                                                                  | 黃信堯《大佛普拉斯》（台灣）                                                                    |
| 2018 | - 登徒（影評人） - Isabelle Glachant（法國電影監製） - 李相日 （日籍韓裔導演）                                         | - 徐譽庭、許智彥《誰先愛上他的》（台灣） - 周洲《美麗》（中國大陸） - Ertanto Robby Soediskam《修女誘罪》（印尼） - 齋藤工《爸不得你走》（日本） - 鄭佳映《那一夜，我們談情說愛愛》（韓國） - Dwein Baltazar《他他她他他》（菲律賓） - 阮芳英《The Third Wife》（越南）                                                            | 徐譽庭、許智彥《誰先愛上他的》（台灣）                                                          |
| 2019 | - Diana Ashimova（哈薩克電影監製及電影節總監） - 林書宇（台灣導演） - 羅玉華（香港大學比較文學系講師）                 | - 顧曉剛《春江水暖》（中國） - 金寶拉《我們與愛的距離》（韓國） - 謝沛如《大餓》（台灣） - Prateek Vats《與猴同行》（印度） - 允佳恩《我們仨》（韓國） - 日比遊一《ERICA，年38》（日本） | 金寶拉《我們與愛的距離》（韓國）                                                                |
| 2020 | - 張經緯 （香港導演） - Andréa Picard （多倫多電影節站台及Wavelengths單元策展人） - Tran Thi Bich Ngoc（越南電影監製） | - 福永壯志《林中秘族》（日本、美國、中國） - 廖明毅《怪胎》（台灣） - 尹丹菲《讓我們走下去》（韓國） - Uisenma Borchu《黑乳》（蒙古、德國） - 宋方《平靜》（中國） - 艾蓮·卡夫坦《蜂之谷》（土耳其） | 尹丹菲《讓我們走下去》（韓國）                                                                  |
| 2021 | - 金寶拉（韓國導演） - 郭敏容（獨立選片人） - 李康廷（好青年荼毒室成員）                                               | - Behtash Sanaeeha、Maryam Moghaddam《伊朗式審判》（伊朗） - Mounia Akl《垃圾年代》（黎巴嫩） - 李在恩、林智善《閨密妙詩吟》（韓國） - 錢翔《修行》（台灣） - Abdullah Mohammad Saad《別碰我的灰色地帶》（孟加拉） - Irfana Majumdar《印在妳心》（印度） - Kavich Neang《白樓》（柬埔寨）                                          | Abdullah Mohammad Saad《別碰我的灰色地帶》（孟加拉）                                            |
| 2022 | - 李焯桃（影評人、策展人） - Hazel Orencio（演員） - 黃若瑩（策展人）                                                  | - Sorayos Prapapan《諾諾係個好學生》（泰國） - Wissam Charaf《鐵鏽戀》（黎巴嫩） - Lee Ji-eun《秘密之丘》（韓國） - 裴金貴《記憶彼岸》（越南） - 川和田惠真《芳寸之地》（日本） - The Myanmar Film Collective《緬甸日誌》（緬甸）                                                                                                  | Sorayos Prapapan《諾諾係個好學生》（泰國）                                                      |
| 2023 | - 關錦鵬（導演） - Ellen Y. D. Kim（韓國富川奇幻影展節目總監） - 劉伽茵（導演）                                        | - Lkhagvadulam Purev-Ochir《風之城》（蒙古） - 楊國瑞《好久不見》（新加坡、印尼） - 金昌勳《黑道深淵》（韓國） - 李鴻其《愛是一把槍》（台灣） - 清原惟《多摩美好的夜晚》（日本） - 柏迪彭潘達力《不敢泰愛你》（泰國） - 阿爛《這個女人》（馬來西亞） - 余修善《虎紋少女》（馬來西亞）                                              | Lkhagvadulam Purev-Ochir《風之城》（蒙古）                                                      |
| 2024 | - 吳可熙（演員及編劇） - Viknesh Kobinathan（文化工作者） - 鄺珮詩（監製及策展人）                                     | - 曾威量、尹又巧《白衣蒼狗》（台灣、新加坡） - The Maw Naing《何以鴉雀無聲》（緬甸） - 敏巴哈杜爾巴姆《小婦人尋夫記》（尼泊爾） - 空音央《青春末世物語》（日本） - 楊妙靈《蝴蝶，別哭》（越南） - Elzat Eskendir《羊辱》（哈薩克） - 南宮善《偶像生涯告別式》（韓國） - 劉慧伶《刺心切骨》（新加坡）                               | 空音央《青春末世物語》（日本）                                                                  |

## 外部連結
- 官方网站
- 香港亚洲电影节的Facebook專頁
- 香港亚洲电影节的Instagram帳戶